# 1987-es Formula–1 portugál nagydíj
Az 1987-es Formula–1-es világbajnokság  tizenkettedik futama a portugál nagydíj volt.

## Futam
Portugáliában Berger szerezte meg a pole-t a feljavult Ferrarival Mansell, Prost és Piquet előtt.
A rajtnál Mansellé lett a vezetés, mögötte Alboreto Piquet Williamsével ütközött, majd még több versenyző is belebonyolódott az ütközésbe. A versenyt piros zászlóval megszakították, az új rajt után is Mansell vezetett, de Berger az első kör végén visszavette az első helyet. Piquet megelőzte a harmadik helyért Sennát, Mansell pedig a 14. motorhiba miatt kiállt. Senna lelassult, majd a boxba hajtott elektronikus probléma miatt. A boxkiállások után Prost jött fel a második helyre Piquet és Fabi elé. Prost a verseny végéig utolérte Bergert, és nyomás alatt tartotta. Az osztrák hibázott és kicsúszott a 68. körben, így csak második lett a győztes Prost mögött. Piquet harmadik, Fabi negyedik lett.
|         | Rsz. | Versenyző          | Csapat                 | Körök | Idő/Kiesések        | Rajthely | Pontok |
| ------- | ---- | ------------------ | ---------------------- | ----- | ------------------- | -------- | ------ |
| 1       | 1    | Alain Prost        | McLaren-TAG            | 70    | 1:37:03,906         | 3        | 9      |
| 2       | 28   | Gerhard Berger     | Ferrari                | 70    | + 20,493            | 1        | 6      |
| 3       | 6    | Nelson Piquet      | Williams-Honda         | 70    | + 1:03,295          | 4        | 4      |
| 4       | 19   | Teo Fabi           | Benetton-Ford          | 69    | Kifogyott üzemanyag | 10       | 3      |
| 5       | 2    | Stefan Johansson   | McLaren-TAG            | 69    | + 1 kör             | 8        | 2      |
| 6       | 18   | Eddie Cheever      | Arrows-Megatron        | 68    | + 2 kör             | 11       | 1      |
| 7       | 12   | Ayrton Senna       | Lotus-Honda            | 68    | + 2 kör             | 5        |        |
| 8       | 11   | Nakadzsima Szatoru | Lotus-Honda            | 68    | + 2 kör             | 15       |        |
| 9 (1)   | 16   | Ivan Capelli       | March-Ford             | 67    | + 3 kör             | 22       |        |
| 10 (2)  | 3    | Jonathan Palmer    | Tyrrell-Ford           | 67    | + 3 kör             | 24       |        |
| 11      | 24   | Alessandro Nannini | Minardi-Motori Moderni | 66    | Kifogyott üzemanyag | 14       |        |
| 12 (3)  | 4    | Philippe Streiff   | Tyrrell-Ford           | 66    | + 4 kör             | 21       |        |
| 13      | 17   | Derek Warwick      | Arrows-Megatron        | 66    | + 4 kör             | 12       |        |
| 14      | 20   | Thierry Boutsen    | Benetton-Ford          | 64    | + 6 kör             | 9        |        |
| Kiesett | 8    | Andrea de Cesaris  | Brabham-BMW            | 54    | Befecskendezés      | 13       |        |
| Kiesett | 27   | Michele Alboreto   | Ferrari                | 38    | Váltó               | 6        |        |
| Kiesett | 9    | Martin Brundle     | Zakspeed               | 35    | Váltó               | 17       |        |
| Kiesett | 22   | Franco Forini      | Osella-Alfa Romeo      | 32    | Felfüggesztés       | 26       |        |
| Kiesett | 30   | Philippe Alliot    | Larrousse-Ford         | 31    | Motorhiba           | 19       |        |
| Kiesett | 25   | René Arnoux        | Ligier-Megatron        | 29    | Hűtő                | 18       |        |
| Kiesett | 21   | Alex Caffi         | Osella-Alfa Romeo      | 27    | Turbó               | 25       |        |
| Kiesett | 26   | Piercarlo Ghinzani | Ligier-Megatron        | 24    | Gyújtás             | 23       |        |
| Kiesett | 23   | Adrián Campos      | Minardi-Motori Moderni | 24    | Baleset             | 20       |        |
| Kiesett | 5    | Nigel Mansell      | Williams-Honda         | 13    | Elektronika         | 2        |        |
| Kiesett | 7    | Riccardo Patrese   | Brabham-BMW            | 13    | Motorhiba           | 7        |        |
| Kiesett | 10   | Christian Danner   | Zakspeed               | 0     | Baleset             | 16       |        |

## Statisztikák
Vezető helyen:
- Nigel Mansell: 1 (1)
- Gerhard Berger: 64 (2-33 / 36-67)
- Michele Alboreto: 2 (34-35)
- Alain Prost: 3 (68-70)

Alain Prost 28. (R) győzelme, Gerhard Berger 1. pole-pozíciója, 3. leggyorsabb köre.
- McLaren 55. győzelme.